# IBF Backadalen
IBF Backadalen (Innebandyföreningen Backadalen), kallade Red Lions, är en innebandyförening på Hisingen i Göteborg, bildad den 2 december 1984. Den har drygt 500 medlemmar. Föreningen startade som Backadalens IF men bytte namn 1989, efter sammanslagning med Skälltorps IBK. Föreningens kansli ligger i Tuve sporthall i stadsdelen Tuve, som också fungerar som ungdomslagens hemmahall tillsammans med Skälltorpsskolans sporthall och Backatorpsskolan. Seniorlagen spelar i Lundbystrands sporthallar.
1992 slogs IBF Backadalen ihop med IBK Gothia. Tillfälligt hette klubben då IBF Backadalen/Gothia, men tillägget Gothia togs bort strax därpå. 2009 anslöt Vision Angered FC till IBF Backadalen.